# Kanton Mordelles
Mordelles is een voormalig kanton van het Franse departement Ille-et-Vilaine. Het kanton maakte deel uit van het arrondissement Rennes. Het werd opgeheven bij decreet van 18 februari 2014 met uitwerking op 22 maart 2015.

## Gemeenten
Het kanton Mordelles omvatte de volgende gemeenten:
- Chavagne
- Cintré
- L'Hermitage
- Mordelles (hoofdplaats)
- Le Rheu
- Saint-Gilles